# Boesmansriviermond
Boesmansriviermond (soit embouchure de la rivière Bushman en afrikaans) ou Bushman's River Mouth est une petite ville balnéaire située au bord de l'océan indien dans la province du Cap-Oriental en Afrique du Sud et gérée par la municipalité locale de Ndlambe dans le district de Sarah Baartman.
Boesmansriviermond est principalement une destination de vacances balnéaires. Sa région dispose de nombreuses plages, de collines verdoyantes et d'une réserve naturelle.

## Localisation
Boesmansriviermond est situé sur la Sunshine coast, sur la rive ouest de la rivière Bushman, à mi-chemin par la route R72 d'East London (158 km) et de Port Elizabeth (125 km), à 25 km à l'est de Port Alfred et à 14 km au sud-ouest de Kasouga. Boesmansriviermond est également à 61 km au sud de Grahamstown par la route R343.
Boesmansriviermond fait face, sur l'autre rive de la rivière Bushman, à la ville de Kenton-on-Sea.

## Quartiers
La localité de Boesmansriviermond comprend deux secteurs socialement et ethniquement distincts : le village semi rural de Boesmansriviermond et un township très dense, Marselle, situé à l'est du village. 

## Démographie
Selon le recensement de 2011, la localité de Boesmansriviermond compte 6 147 habitants (77,47% de noirs, 13,58% de coloureds et 8,26% de blancs).
L'isiXhosa est la langue maternelle principale de la population locale (74,12%) devant l'afrikaans  (16,89%).
La grande majorité de la population vit dans le township de Marselle 5 564 habitants (85,21% de noirs) tandis que les blancs représentent 86,11% des 583 habitants du village même de Boesmansriviermond.

## Historique
Boesmansriviermond fut fondé en 1897 par des fermiers de Paterson, Cookhouse, Somerset East et Cradock voulant bénéficier d'une zone de villégiature durant les périodes de Noël.